# James Sykes Gamble
James Sykes Gamble, né le 2 juillet 1847 et mort le 16 octobre 1925, est un botaniste anglais spécialisé dans la flore du sous-continent indien ; il devient directeur de la British Imperial Forest School (en) à Dehradun et Membre de la Royal Society. 

## Jeunesse et éducation
Gamble est né à Portland Place, à Londres, deuxième fils de Harpur Gamble, MD, RN et Isabella. Il termine ses études à la Royal Naval School, New Cross, avant de monter à Oxford, où il fréquente le Magdalen College, étudiant les mathématiques, où il excelle, obtenant une première dans les écoles finales en 1868. La même année, il passe les examens de la fonction publique indienne et obtient une nomination au Département des forêts de l'Inde l'année suivante. Gamble étudie ensuite à l'École nationale des eaux et forêts de Nancy (de 1869 à 1871) où il s'intéresse à la taxonomie,. 

## Carrière
Gamble navigue pour l'Inde en 1871 pour rejoindre le Département impérial des forêts, et devient finalement directeur de l'école impériale de la forêt à Dehradun. Sa première affectation est en Birmanie, mais après un an, il déménage au Bengale où il travaille dans les forêts de Darjeeling. Ici, il crée la première liste des arbres et arbustes de Darjeeling. De 1872 à 1877, il travaille principalement dans la région de Darjeeling et Jalpaiguri avec de courtes visites à Allahabad et Shimla. En 1877, il s'installe dans la capitale à Shimla où il travaille sur la flore locale. En 1879, il retourne à Calcutta et parcourt les régions des Sunderbans, Chota Nagpore, Santal Parganas et Orissa. Il travaille avec son collègue Sulpiz Kurz à l'herbier de Calcutta et le Dr George King. En 1890, Gamble fonde l'herbier de l'école forestière (rebaptisé l'herbier Dehradun en 1908). En 1882, il est nommé conservateur dans la présidence de Madras et travaille en collaboration avec WA Talbot de la présidence de Bombay. Pendant ce temps, il s'intéresse à la culture d'Eucalyptus globulus dans les Nilgiris. En 1890, il déménage dans les provinces du Nord-Ouest et devient directeur de l'école forestière de Dehra Dun. Il reste à ce poste jusqu'à sa retraite en 1899. À Dehra Dun, il développe ses collections, en ajoutant des régions de l'Himalaya et en recevant également des spécimens de JF Duthie et CG Rogers. Cette collection est décrite par Sir George King en 1899 comme « probablement la plus grande collection de plantes jamais possédée en Inde ». Après sa retraite, Gamble collecte également au Cap de Bonne-Espérance en 1890 et en Suisse, en Italie, en Sardaigne, à Malte, à Gibraltar et dans le sud de la Norvège. 
Après sa retraite, il continue à travailler dans le domaine forestier, contribuant à la fondation de l'école forestière d'Oxford. Sa collection de près de 50 000 spécimens est offerte à Kew,. 
Auteur de plusieurs livres, son opus majeur est A Manual of Indian Timbers. Il est également l'auteur de nombreux articles sur la foresterie et la botanique dans l'Indian Forester (en), dont il est l'un des rédacteurs fondateurs. Un autre travail majeur est la Flore de la présidence de Madras (1915) dont cinq parties sont publiées de son vivant et il travaille sur la septième au moment de sa mort. C'est un travail majeur qui nécessite d'obtenir des spécimens des jardins botaniques de Calcutta, de l'herbier forestier de Travancore, du Collège agricole de Coimbatore et du Royal Botanic Garden d'Edimbourg. Il utilise également les spécimens de l'herbier de Madras à Kew présentés par Sir Alfred Gibbs et Lady Bourne. Le travail est réalisé par CEC Fischer. Il reste un guide majeur pour la région. 

## Autres travaux
- Liste des arbres, arbustes et grands grimpeurs trouvés dans le district de Darjeeling, Bengale, (1re éd.1877; 1878; 2e éd.1896), Bengale.
- Un manuel des bois indiens : un compte de la croissance, la distribution et les utilisations des arbres et arbustes de l'Inde et de Ceylan avec description de leur structure en bois. (1881; 1902).
- Les Bambuseae de l'Inde britannique . Annales du jardin botanique royal de Calcutta, (1896), 133 pp. ]
- Flore de la présidence de Madras (1915–1921, continuée après sa mort par CEC Fischer) 
  - Volume 1 - Ranunculaceae à Caprifoliaceae .
  - Volume 2 - Rubiaceae à Euphorbiaceae .
  - Volume 3 - Ulmaceae à Gramineae. Addenda, index, etc.

## Vie privée
Gamble se retire au Royaume-Uni en 1899, s'installant à Highfield, Liss, dans le Hampshire, où il plante 72 acres d'arbres exotiques, en utilisant la plupart des graines qu'il a récoltées. En 1911, il épouse Gertrude Latter. 
Gamble est décédé à l'âge de 78 ans le 16 octobre 1925 au College Hospital de Haslemere, quelques jours après une opération.

## Honneurs
En 1899, Gamble est élu membre de la Royal Society, sa citation de candidature le décrivant comme : « Conservateur des forêts, cercle scolaire, provinces du nord-ouest, Inde, et directeur de l'école impériale de la forêt, Dehra Dunn. Membre de l'Université de Madras, et membre ex officio de l'Université d'Allahabad ».